# 반델레이 마르틴스 페소아
반델레이 마르틴스 페소아(Wanderley Martins Pessoa, 1964년 3월 16일)는 브라질 출신의 피지컬 코치이다.

## 코치 경력
2003년~2004년 FC 서울을 시작으로 2007년 제주 유나이티드, 2008년~2009년 대한민국 대표팀, 2010년~2011년 대전 시티즌, 2014년 인천 유나이티드, 수원 삼성 블루윙즈 등에서 활약하였다.
2015년부터 알비렉스 니가타의 피지컬 코치로 활동 중이다.